# Statue guérisseuse de Padimahès
 (janvier 2018).
La statue guérisseuse de Padimahès ou statue guérisseuse Tyszkiewicz est une statue égyptienne datant du IVe siècle avant notre ère.
Elle est conservée au musée du Louvre à Paris.
Elle provient de la donation Tyszkiewicz en 1898.

## Description
La statue est celle de Padimahès, prêtre de la déesse Bastet, en position de marche. Il tient devant lui une petite stèle du type Horus aux crocodiles où le dieu n'apparaît pas avec sa tête de faucon habituelle, mais sous la forme d'un enfant avec la tresse caractéristique sur le côté. C'est sa figuration sous le nom d'Harpocrate dont le culte se développa à l'époque ptolémaįque et dans l'Égypte romaine.
Le dieu piétine deux crocodiles, empoigne des serpents, un oryx et un lion. Il est encadré de deux emblèmes divins : un faucon sur papyrus (forme synthétique d'Horus) et le lotus de Nefertoum.
La scène gravée sur la poitrine du personnage mentionne les donateurs de la statue : Padimahès, Pachérimout et Pachéribastet, prêtres de Bastet, déesse de la ville de Léontopolis, adorant les dieux Mahes et Bastet. La statue est considérée comme la représentation du donateur. 
La statue pouvait s'intégrer dans une chapelle se trouvant sur le parvis d'un temple ainsi destinée à un usage public pour le bienfait de tous,.

## Utilisation
La statue est couverte de hiéroglyphes et d'inscriptions magiques qui préconisent, pour soigner une personne mordue par un animal, de faire couler de l'eau sur la statue et de faire boire à la victime cette eau désormais chargée de puissance magique,.

### Source
- Jean-Jacques Breton, Louvre insolite : L'autre visage des œuvres, Paris, Hugo et compagnie, octobre 2014, 288 p. (ISBN 9782755613070), p. 20-21.